# باولا كامبل
باولا كامبل (بالإنجليزية: Paula Campbell)‏ هي مغنية أمريكية، ولدت في 22 يوليو 1980.

## وصلات خارجية
- الموقع الرسمي
- باولا كامبل على موقع ميوزك برينز (الإنجليزية)